# Jurandir de Freitas
Jurandir de Freitas, meglio noto solo come Jurandir (Marília, 12 novembre 1940 – San Paolo, 6 marzo 1996), è stato un calciatore brasiliano di ruolo difensore, campione del mondo nel 1962 con la Nazionale brasiliana.

## Carriera

### Club
Jurandir iniziò la sua carriera professionistica nel 1959 nelle file del Corinthians per trasferirsi l'anno seguente al São Bento.
Il 15 febbraio 1962 fu acquistato dal San Paolo, dove rimase fino al 31 luglio 1972, disputando in totale 395 partite e vincendo 2 Campionati Paulisti.
Dopo aver lasciato il San Paolo giocò per il Marília, il CEOV di Várzea Grande, l'Amparo e l'União Mogi.

### Nazionale
Jurandir conta 14 presenze con la Nazionale brasiliana, con cui esordì il 24 aprile 1962 contro il Paraguay (4-0).
Ha fatto parte della selezione che vinse i Mondiali 1962, dove però non scese mai in campo.

## Palmarès

### Club
- Campionato paulista: 2

San Paolo: 1970, 1971

### Nazionale
- Campionato mondiale: 1

Cile 1962